# Канюка Валерій Миколайович
Валерій Миколайович Канюка (27 червня 1946, Київ — 8 серпня 2020, Київ) — радянський і український кінооператор. Член Національної спілки кінематографістів України.

## Життєпис
Народився 27 червня 1946 р. у Києві в родині службовців.
Закінчив факультет журналістики Київського державного університету ім. Т. Г. Шевченка (1976).
Працював на Київській студії телебачення (1961—1977), з 1977 р. — оператор студії «Укртелефільм».
Помер після тяжкої хвороби 8 серпня 2020 року у Києві.

## Фільмографія
Зняв стрічки:
- «Форвард Олег Блохін» (1973)
- «Село на нашій Україні»
- «30-річчя Визволення» (1974)
- «„Швидка“ слухає»
- «Людина народилась» (1975)
- «Крила»
- «Депутат народу Мусієнко» (1976)
- «Юність Тракторограда» (1988)
- «З думою про землю»
- «Особиста відповідальність»
- «1500 — олімпійська молодість»
- «Земля і люди» (1980)
- «Міфи і дійсність»
- «Київ-олімпійський» (1980)
- «Терміново потрібно»
- «Стоїть гора висока»
- «Кам'янка» (1981)
- «На материнському полі» (1982)
- «Розповідь барабанщика» (1985)
- «Червоні черевички» (1986, асистент оператора у співавт.)
- «Вісімнадцятирічні» та ін.